# Банда чотирьох
Ба́нда чоти́рьох (кит.: 四人幫) — у китайській історії головні члени радикального об'єднання, що зіграли ключову роль у проведенні Культурної революції і намагалися захопити владу після смерті комуністичного лідера Мао Цзедуна в 1976.
У банду чотирьох увійшла його вдова Цзян Цін, Чжан Чуньцяо, Ван Хунвень і Яо Веньюань. Після спроби невдалого перевороту їх привселюдно судили і визнали винними в державній зраді.
На честь об'єднання було названо британський рок-гурт Gang of Four, утворений в 1977 році.